# (4288) Tokyotech
(4288) Tokyotech es un asteroide perteneciente al cinturón de asteroides, descubierto el 8 de octubre de 1989 por Takuo Kojima desde la Estación Chiyoda, Japón.

## Designación y nombre
Designado provisionalmente como 1989 TQ1. Fue nombrado Tokyotech en homenaje al Instituto Tecnológico de Tokio.